# Живой (фильм)
«Живо́й» — российская мистическая драма режиссёра Александра Велединского 2006 года.

## Сюжет
Чеченская война. В ходе боя разведгруппа вынуждена отступать. Чтобы прикрыть товарищей, которые выносят тяжелораненого солдата, несколько разведчиков жертвуют собой, чтобы задержать наступающих боевиков.
Главный герой Кир оказывается в госпитале, где ему ампутируют ногу, и он становится инвалидом. В Чечню он поехал служить по контракту, чтобы заработать денег на свадьбу с любимой девушкой. Но вернувшись с войны, он понимает, что уже не может жить нормальной жизнью в мирное время. Часть его души осталась в горах Кавказа вместе с погибшими друзьями. Он не понимает, зачем остался в живых.
Сразу после выхода из госпиталя Кир пытается получить выплату по инвалидности, но бессовестный военный чиновник требует с него процент. Кир соглашается, получает деньги и покупает себе шашку. Он встречается с чиновником, тот согласен отправить Кира в санаторий на реабилитацию, но только за взятку. Кир выхватывает саблю и убивает чиновника.
Кир добирается домой, на мокром ночном шоссе его сбивает машина. Он приезжает домой, перед ним появляются призраки двоих погибших друзей-однополчан, которые пытаются помочь ему разобраться в сложившейся ситуации и ответить на вопросы, на которые нет ответа. Только с ними Кир чувствует себя хорошо, но они осуждают его поведение и становятся его совестью.
Кир не находит покоя ни в родном доме, где мать становится для него чужим человеком, ни рядом с любимой девушкой, которая изменилась и не принимает его таким, каким он стал, ни в семье сослуживца, который пытается поскорей его выпроводить, увидев, как Кир общается с призраками сослуживцев.
Герой фильма хочет разыскать могилы своих товарищей и по пути на кладбище встречает молодого священника, который подвозит его на своей машине и отправляется вместе с ним. Кир находит могилы друзей, среди которых видит могилу со своей фотографией, и силой пытается помешать священнику прочитать молитвы за упокой, но священник непреклонен, он читает молитвы, невзирая на хлынувший дождь. Когда Кир возвращается с кладбища, повторяется сцена из начала фильма — он попадает под машину, но очнувшись, видит своих друзей. Все вместе они солнечным утром уходят вдаль, растворяясь в утреннем тумане. Кир даже не замечает, что уже не хромает. Становится ясно, что он погиб под колесами ещё в начале фильма и воссоединился со своими боевыми товарищами в потустороннем мире, а все события, происходящие позже, — его предсмертные грёзы.

## В ролях
| Актёр              | Роль                               |
| ------------------ | ---------------------------------- |
| Андрей Чадов       | солдат-контрактник Кир (Сергей)    |
| Максим Лагашкин    | призрак Геннадий Григорьевич Никич |
| Владимир Епифанцев | призрак Игорь Олегович Лагутин     |
| Виктория Смирнова  | Татьяна девушка Кира               |
| Алексей Чадов      | отец Сергий                        |
| Александр Робак    | Славик                             |
| Нелли Неведина     | мать Кира                          |
| Ольга Арнтгольц    | медсестра Ольга                    |
| Екатерина Волкова  | жена Славика                       |
| Алексей Горбунов   | продавец                           |
| Александр Васильев | в роли самого себя                 |

| Актёр             | Роль                 |
| ----------------- | -------------------- |
| Игорь Куликовский | спартаковец          |
| Андрей Ларин      | Марат Мушаилов, Муха |
| Иван Тимченко     | Кеша                 |
| Андрей Рапопорт   | Начфин               |
| Вадим Бурмистров  | лейтенант Морозов    |
| Любовь Зайцева    | Матушка              |
| Виктор Раков      | философ              |
| Роман Крюков      | мент                 |
| Анна Уколова      | Рита Сёмина          |
| Ян Николенко      | в роли самого себя   |
| Ольга Богданова   | проводница           |

## Саундтрек
| №   | Название                                            | Исполнитель                       | Длительность |
| --- | --------------------------------------------------- | --------------------------------- | ------------ |
| 1.  | «Рация»                                             | Фрагмент звуковой дорожки         | 0:46         |
| 2.  | «Оригинальная музыка к фильму «Живой» (Пролог)»     | Алексей Зубарев                   | 1:10         |
| 3.  | «Девяносто суток»                                   | Дягилев И. В.                     | 4:46         |
| 4.  | «Ну, пацаны, третий...»                             | Фрагмент звуковой дорожки         | 0:10         |
| 5.  | «Сиануквиль»                                        | Сплин                             | 2:32         |
| 6.  | «Здравствуй, мама...»                               | Фрагмент звуковой дорожки         | 0:08         |
| 7.  | «Про дурачка»                                       | Егор и Опизденевшие               | 4:27         |
| 8.  | «Оригинальная музыка к фильму «Живой» (Интерлюдия)» | Алексей Зубарев                   | 1:38         |
| 9.  | «Праздник»                                          | Сплин                             | 2:18         |
| 10. | «Вообще-то вы как живые...»                         | Фрагмент звуковой дорожки         | 0:21         |
| 11. | «Одна вторая»                                       | Butch                             | 3:39         |
| 12. | «Любовь...»                                         |                                   | 0:22         |
| 13. | «Колечки»                                           | Гарик Сукачев и Неприкасаемые     | 5:08         |
| 14. | «Я самое ужасное привидение...»                     | Фрагмент звуковой дорожки         | 0:13         |
| 15. | «Романс»                                            | Сплин                             | 3:22         |
| 16. | «Пацаны!!!»                                         | Фрагмент звуковой дорожки         | 0:15         |
| 17. | «Оригинальная музыка к фильму «Живой»»              | Алексей Зубарев                   | 4:16         |
| 18. | «Банальная песня»                                   | Топорков Д. К., Велединский А. А. | 1:03         |

## Награды и номинации
| Награды и номинации                                                         | Награды и номинации                               | Награды и номинации                                                                                     | Награды и номинации | Награды и номинации |
| Награда                                                                     | Категория                                         | Номинант                                                                                                | Результат           |                     |
| --------------------------------------------------------------------------- | ------------------------------------------------- | --- | ------------------- | ------------------- |
| «MTV Russia Movie Awards» (2007)                                            | «Лучшая кинокоманда»                              | | Победа              |                     |
| «MTV Russia Movie Awards» (2007)                                            | «Лучшая мужская роль»                             | Андрей Чадов                                                                                            | Победа              |                     |
| «MTV Russia Movie Awards» (2007)                                            | «Лучшая драка или сражение»                       | Кир против тылового начальника по финансам; хромой солдат зарубает шашкой вороватого военного чиновника | Номинация           |                     |
| «MTV Russia Movie Awards» (2007)                                            | «Прорыв года»                                     | Андрей Чадов                                                                                            | Номинация           |                     |
| «MTV Russia Movie Awards» (2007)                                            | «Лучший саундтрек»                                | «Романс» — «Сплин»                                                                                      | Номинация           |                     |
| «Золотой орёл»                                                              | «Лучший игровой фильм»                            | Владимир Светозаров                                                                                     | Номинация           |                     |
| «Золотой орёл»                                                              | «Лучший сценарий»                                 | Александр Велединский и Игорь Порублев                                                                  | Номинация           |                     |
| «Золотой орёл»                                                              | «Лучшая работа звукорежиссёра»                    | Андрей Худяков                                                                                          | Номинация           |                     |
| «Ника»                                                                      | «Лучшая сценарная работа»                         | Александр Велединский и Игорь Порублев                                                                  | Победа              |                     |
| «Ника»                                                                      | «Лучший игровой фильм»                            | | Номинация           |                     |
| «Ника»                                                                      | «Лучшая мужская роль»                             | Андрей Чадов                                                                                            | Номинация           |                     |
| «Ника»                                                                      | «Лучшая режиссёрская работа»                      | Александр Велединский                                                                                   | Номинация           |                     |
| «Кинотавр»                                                                  | «Приз имени Григория Горина за лучший сценарий»   | Александр Велединский и Игорь Порублев                                                                  | Победа              |                     |
| «Кинотавр»                                                                  | «Приз Гильдии киноведов и кинокритиков России»    | | Победа              |                     |
| «Кинотавр»                                                                  | «Главный приз»                                    | | Номинация           |                     |
| IV Открытый фестиваль кино и театра «Амурская осень» в Благовещенске (2006) | «Гран-при имени Валерия Приёмыхова» фильму        | Александр Велединский                                                                                   | Победа              |                     |
| IV Открытый фестиваль кино и театра «Амурская осень» в Благовещенске (2006) | «Приз за лучшую мужскую роль актёрскому ансамблю» | Андрей Чадов, Алексей Чадов, Максим Лагашкин, Владимир Епифанцев                                        | Победа              |                     |

## Факты
- Рабочим названием фильма было «Какими мы не будем».
- В фильме неоднократно появляются изображения Виктора Цоя и звучит песня «Нам с тобой» из «Чёрного альбома» группы «Кино».
- На основе сценария была создана киноповесть «Живой», в работе над которой принимал участие Дмитрий Быков. Книга выпущена в 2006 году издательством «Амфора»[3].
- В первом воспоминании Кира об отступлении звучат записи радиопереговоров 131-й Майкопской бригады из документального фильма «60 часов Майкопской бригады» о «новогоднем штурме» Грозного.
- На исходном DVD есть два варианта озвучивания — кинотеатральный и авторский, в котором присутствует ненормативная лексика.